# کلایو ولنتین
کلایو ولنتین (انگلیسی: Kleio Valentien؛ زادهٔ ۱۵ ژانویهٔ ۱۹۸۶) بازیگر پورنوگرافی اهل ایالات متحده آمریکا است.

## اوایل زندگی
والنتین در مزرعه در یک شهر کوچک واقع در تگزاس رشد یافت و در خانه آموزش داده شد. او پیش از وارد شدن به کار پورنوگرافی، تکنیسین دام و نوشیار بود.

## جایزه‌ها و نامزد شدگی‌ها
| سال (میلادی) | مراسم            | نتیجه    | بخش | فیلم                                         |
| ------------ | ---------------- | -------- | --- | -------------------------------------------- |
| ۲۰۱۱         | جایزه ای‌وی‌ان     | نامزدشده | بهترین صحنه تمام دختر (with Joanna Angel, Kylee Kross & Dana DeArmond)                                        | Bartenders                                   |
| ۲۰۱۱         | جایزه ای‌وی‌ان     | نامزدشده | بهترین صحنه شگفت‌انگیز                                                                                         | POV Punx 3                                   |
| ۲۰۱۴         | جایزه ای‌وی‌ان     | نامزدشده | بهترین صحنه دختر با دختر (به همراه اسیکن دیاموند)                                                             | The Walking Dead: A Hardcore Parody          |
| ۲۰۱۴         | جایزه ای‌وی‌ان     | نامزدشده | بهترین صحنه گروهی (with Joanna Angel, Larkin Love, Arabelle Raphael, Danny Wylde, Tommy Pistol & Wolf Hudson) | The Walking Dead: A Hardcore Parody          |
| ۲۰۱۴         | جایزه ای‌وی‌ان     | نامزدشده | تجاوزی‌ترین صحنه                                                                                               | Evil Head                                    |
| ۲۰۱۵         | جایزه ای‌وی‌ان     | نامزدشده | بهترین صحنه سه نفره                                                                                           | Captain America XXX: An Axel Braun Parody    |
| ۲۰۱۵         | جایزه حرکت‌های شب | برنده    | بهترین جوهر                                                                                                   | —                                            |
| ۲۰۱۶         | جایزه ای‌وی‌ان     | نامزدشده | بهترین صحنه دختر و پسر                                                                                        | Axel Braun's Inked                           |
| ۲۰۱۶         | جایزه ای‌وی‌ان     | برنده    | بهترین دستیار بازیگر زن                                                                                       | Batman v Superman XXX: An Axel Braun Parody  |
| ۲۰۱۶         | جایزه ای‌وی‌ان     | نامزدشده | بهترین صحنه سه نفره(به همراه آیدن اشلی و برندون میلر)                                                         | Batman v Superman XXX: An Axel Braun Parody  |
| ۲۰۱۶         | جایزه ای‌وی‌ان     | نامزدشده | بازیگر زن سال                                                                                                 | —                                            |
| ۲۰۱۶         | XBIZ Award       | نامزدشده | بهترین دستیار بازیگر زن                                                                                       | Batman v. Superman XXX: An Axel Braun Parody |
| ۲۰۱۶         | XBIZ Award       | نامزدشده | بهترین صحنه (به همراه آیدن اشلی و برندون میلر)                                                                | Batman v. Superman XXX: An Axel Braun Parody |
| ۲۰۱۷         | جایزه ای‌وی‌ان     | برنده    | بهترین بازیگر زن                                                                                              | Suicide Squad XXX: An Axel Braun Parody      |